# Atyrau Airways
Atyrau Airways of Atyrau Aue Zholy was een Kazachse luchtvaartmaatschappij met haar thuisbasis in Atıraw (Atyrau).

## Geschiedenis
Atyrau Airways is opgericht in 1996.

## Diensten
Atyrau Airways voerde lijnvluchten uit op: (juli 2007)
- Aktau, Ankara, Atıraw, Istanboel en Moskou.

## Vloot
De vloot van Atyrau Airways bestond uit:(september 2007)
- 1 Toepolev Tu-154M
- 4 Toepolev Tu-134A